# Н'янхехве Матопе
Н'янхехве Матопе (*д/н — бл. 1480) — 2-й мвене-мутапа (володар) Мономотапи в 1450—1480 роках. В період його панування держава досягла найвищого роквіту. Відомий також як Матопе Н'янхехве Небедзак.

## Життєпис
Походив з династії Мбіре. Син мвене-мутапи Н'ятсімби Мутоти. Після загибелі останнього близько 1450 року успадкував владу. Доволі швидко приборкав спроби зведених братів оскаржити його владу.
Слідом за цим продовжив загарбницьку політику. Було підкорено народ тонга, «держави» одного з народів шона — Ман'їка, народів ндау — Кітеве і Маданда (біля узбережжя океану). Низку племен інародів було приєднано тиском та перспективою долучитися до вигідної торгівлі або знайти захист потужного війська. Внаслідок успішних походів та дипломатичних дій Н'янхехве Матопе кордони Мономотапи досягли річки Замбезі на півночі, річки Сабі (кордон сучасних ПАР і Мозамбіку) — на півдні і з Індійським океаном — на сході, пустелі Калахарі — на заході. Охоплювала майже повністю територію сучасних Зімбабве і Мозамбіку, північний захід Замбії.
Завершив політичний устрій держави, розподіливши країну на області та запровадивши системи цивільних та військових чиновників (голова армії, головний музика, головний лікар, головний шаман, очільник сторожі правителя, 9 «міністрів»-макаранга).
Сприяв розвитку торгівлі з містами кілвського султанату Мозамбік і Софала, куди віправлялися золото, сіль, слонова кістка, мідь. З Софали у внутрішні райони Африки доправлялися залізо та тканини з Індії, насамперед з Гуджаратського султанату. Піднесення держави сприяло розвитку внутрішнього обміну, де було впроваджено валюту — мідні пластинки.
Н'янхехве Матопе також підтримував розвиток землеробства, завдяки чому знайшло широке застосування іригаційно-терасної обробки землі при збереженні ручного підсічно-вогневого землеробства.
Помер близько 1480 року. Після цього почалася боротьба за трон між його синами, що призвело до початку занепаду Мономотапи.